# Honnecourt-sur-Escaut
Honnecourt-sur-Escaut és un municipi francès, situat a la regió dels Alts de França, al departament del Nord. L'any 2006 tenia 786 habitants.

## Demografia
| 1962                                       | 1968 | 1975 | 1982 | 1990 | 1999 | 2006 |
| ------------------------------------------ | ---- | ---- | ---- | ---- | ---- | ---- |
| 677                                        | 763  | 674  | 668  | 715  | 734  | 784  |
| Des de 1962: població sense dobles comptes |      |      |      |      |      |      |

## Administració
| Període   | Identitat     | Partit |
| --------- | ------------- | ------ |
| 2001-2008 | Gérard Leroy  |        |
| 2008-     | Francis Piton |        |